# União Democrata Cristã (Ucrânia)
A União Democrata Cristã ( em ucraniano:  Християнсько-демократичний союз, Khrystyjansko-demokratychnyj Sojuz ) é um partido político da Ucrânia. Em 2 de dezembro de 2002, em Atenas, na Grécia, o partido tornou-se membro da Internacional Democrata Centrista. Negocia-se agora a sua filiação associada no Partido Popular Europeu. O partido também publica um jornal chamado Християнський демократ ( democrata cristão ).

## História
A União Democrata Cristã foi criada em 8 de fevereiro de 1997, em Kiev, Ucrânia como o Partido da União Popular Cristã ( em ucraniano:  Партія Християнсько-народний союз   )  para promover as ideias da democracia cristã europeia na Ucrânia. Era descendente do Partido Democrata Cristão da Ucrânia e em 1996-1998 se separou junto com a Aliança Ucraniana dos Cristãos.
Durante as eleições parlamentares ucranianas de 1998, o partido fez parte do bloco eleitoral "Forward Ukraine" ( em ucraniano:  Виборчий блок партій "Вперед, Україно!"   )  que ganhou 1 assento ( eleitorado de mandato único ).
Em março de 2002, a aliança da CPU Nossa Ucrânia liderada pelo ex-presidente da Ucrânia, Viktor Yushchenko, venceu as eleições parlamentares.
No 4º Congresso da CPU em 2003 algumas organizações regionais de três partidos se uniram a ela (Partido Democrata Cristão da Ucrânia, Partido Democrata Cristão Ucraniano e Aliança Ucraniana dos Cristãos), formando um novo partido na base da CPU - União Democrata Cristã. Um conhecido advogado ucraniano, Dr. Volodymyr Stretovych tornou-se o presidente da CDU. Também foram cancelados os registros do Partido Democrata Cristão Ucraniano e da Aliança Ucraniana dos Cristãos.
Nas eleições parlamentares de 26 de março de 2006, o partido fazia parte da aliança Nossa Ucrânia.
Nas eleições parlamentares de 30 de setembro de 2007, o partido fez parte da aliança Nossa Ucrânia-Bloco de Autodefesa do Povo, que conquistou 72 dos 450 assentos. O próprio partido foi representado por seis deputados: David Zhvania (secretário do partido), Volodymyr Stretovych, Volodymyr Marushchenko (líder do partido na cidade de Kiev), Oksana Bilozir, Oleh Novikov, Kateryna Lukianova.
No outono de 2008, a União Democrata Cristã se fundiu com o Partido Democrata Cristão da Ucrânia ( Kyrylo Polishchuk ).
O partido apoiou Yulia Tymoshenko como candidata presidencial nas eleições presidenciais ucranianas de 2010. O partido não apoiou a demissão do segundo governo Tymoshenko.
Em setembro de 2010, o partido introduziu uma gestão colegiada chefiada pelo secretário do partido. David Zhvania, Ministro de Emergências no governo de Yulia Tymoshenko (em 2005) tornou-se Secretário do Partido. Zhvaniya é membro da coalizão majoritária no parlamento que apoia o governo de Azarov .
Nas eleições locais de 2010, o partido não obteve nenhum representante nos parlamentos regionais nem no Conselho Supremo da Crimeia.
Todos os deputados do partido foram expulsos da facção Nossa Ucrânia – Bloco de Autodefesa do Povo em setembro de 2011, por apoiarem o governo de Azarov. Em julho de 2010, eles entraram no grupo de deputados do Direito de Escolha, que apoiou abertamente o governo de Azarov.
David Zhvania participou das eleições parlamentares ucranianas de 2012 como candidato independente nos distritos uninominais número 140 (o primeiro a vencer ganha uma cadeira no parlamento) localizado na cidade de Illichivsk.   Foi (re-)eleito no parlamento  onde em dezembro de 2012 ingressou na facção do Partido das Regiões.
O partido não participou das eleições parlamentares ucranianas de 2014.
Nas eleições locais ucranianas de 2020, o partido ganhou 3 deputados (0,01% de todos os mandatos disponíveis).

## Políticas
Os três princípios do partido são Justiça, Solidariedade e Responsabilidade. Na economia, o partido apoia um mercado livre com base na propriedade privada e na competição honesta, mas também uma regulação social ativa da economia. Na política social – um direito à educação e medicamentos gratuitos, um endereço de ajuda aos necessitados. Na política internacional - adesão da Ucrânia à União Europeia e à OTAN.